# IDS Center
IDS центр (англ. IDS Center) — комплекс зданий, расположенный в центральной части Миннеаполиса. Входящий в него небоскреб — самое высокое здание в Миннеаполисе, самое высокое здание в штате и самое высокое здание в Северной Америке за пределами Нью-Йорка, Чикаго и Торонто.
Комплекс занимает отдельный квартал. В его состав входит непосредственно 57-этажный небоскрёб, называемый также «Башня IDC», 19-этажный отель, 8-этажное офисное здание, 2-этажное торговое здание. Вместе эти корпуса соединяются обширным атриумом «Хрустальный двор», соединенным с городской системой надземных переходов. В подземных этажах располагаются автомобильные парковки.
IDS центр является ярким примером интернационального стиля, для которого характерны простые геометрические формы, акцент на функциональности и отсутствие орнамента.

## История, описание
Первоначальные планы застройки начала 1960-х годов, предложенные местными архитекторами, предполагали строительство обычного 12-этажного офисного здания. Заказчиком строительства выступала фирма Investors Diversified Services (сейчас Ameriprise Financial), нуждавшаяся в то время в новой штаб-квартире; название центра было образовано от её аббревиатуры. Однако по мере роста количества будущих арендаторов становится ясна недостаточность такого решения. К проекту был привлечен нью-йоркский архитектор Филипп Джонсон, под руководством которого проект был полностью переработан. Не желая возводить очередной стандартный стеклянно-коробчатый небоскреб, Джонсон оживил его внешний вид элементами модерна, а именно выступающими оконными рамами и ступенчатыми срезами по углам здания. Последнее решение не только позволило разместить на каждом этаже башни 32 угловых офиса (на обычном прямоугольном в плане этаже их может быть не более четырёх), но и придало зданию дополнительную архитектурную выразительность, а навесной стене — дополнительную жесткость, что явилось немаловажным фактором в суровом климате Миннесоты.
Строительство началось в 1969 и закончено в 1971 году. Основные работы начались в 1970 году и были завершены ровно через один год и один день после начала. Арендаторы начали въезжать в здание в феврале 1972 года. В 1978 году на крыше небоскреба были установлены две антенны.
Башня IDS — самый высокий небоскреб со стеклянной навесной стеной в США. Материал ограждающей конструкции — кобальтовое стекло. Из-за экстремальных перепадов температур в Миннесоте работы по техническому обслуживанию навесной стены являются непрерывными. Ежегодно заменяется 50-70 стекол; новые стёкла, с определенными цветом, светопропусканием и отражательной способностью, изготавливаются по специальному заказу. Выше 8 этажа и на самом её верху расположено по два технических этажа для оборудования ОВиК. По распространённой в США практике они не включаются в сквозную нумерацию этажей, поэтому девятый этаж небоскрёба на самом деле является одиннадцатым. Банкетный зал отеля располагается на 50 этаже небоскрёба.
Хрустальный двор представляет собой общественное пространство площадью 23000 квадратных футов (2100 м²), перекрытое сложной пространственной системой из стеклянных кубов. Внутри него имеется рекреационная зона с живыми деревьями (ранее оливковые деревья в кашпо, сейчас фикусы бенджамина на грунте) и фонтан. Ежедневно его посещает до 50 000 человек, в течение года в нем проводятся различные некоммерческие общественные мероприятия.
В подземных этажах имеются платные автомобильные парковки (655 мест).
Расположенные на крыше антенны имеют возможность передавать и принимать сигналы на 300 различных частотах и используются радио- и телевизионными станциями в качестве основного или резервного передатчика. Доступ на крышу небоскреба ограничен. С неё в хорошую погоду можно увидеть Сент-Пол, международный аэропорт Миннеаполис/Сент-Пол и озёра Миннеаполиса.
За свою историю здание неоднократно меняло собственника, однако по условиям продажи название «IDS Center», образованное от наименования первого собственника, сохраняется.

## В популярной культуре
Начальная сцена популярного американского телесериала 1970-х годов «Шоу Мэри Тайлер Мур» включает в себя несколько кадров в IDS центре и вокруг него. Сцена подбрасывания шляпки главной героиней была снята на фоне здания, в настоящее время на месте съемки установлена скульптура, воспроизводящая эту сцену. На террасе отеля с видом на Хрустальный двор была снята сцена её ужина с мужем, это сделало «столик Мэри Тайлер Мур» популярным для бронирования местом в течение многих лет. 
В фильме «Шазам!» башня IDS «играет роль» штаб-квартиры доктора Сиваны. Хотя по сюжету действие фильма происходит в Филадельфии, на общих планах отчетливо узнаётся центр Миннеаполиса и самое высокое здание в нём.
Также IDS центр можно увидеть в фильмах «Пурпурный дождь», «Могучие утята», «Бедная богатая девочка».
Существует пользовательская модификация, позволяющая возвести комплекс в игре Cities: Skylines.